# 그레이트빅토리아 사막

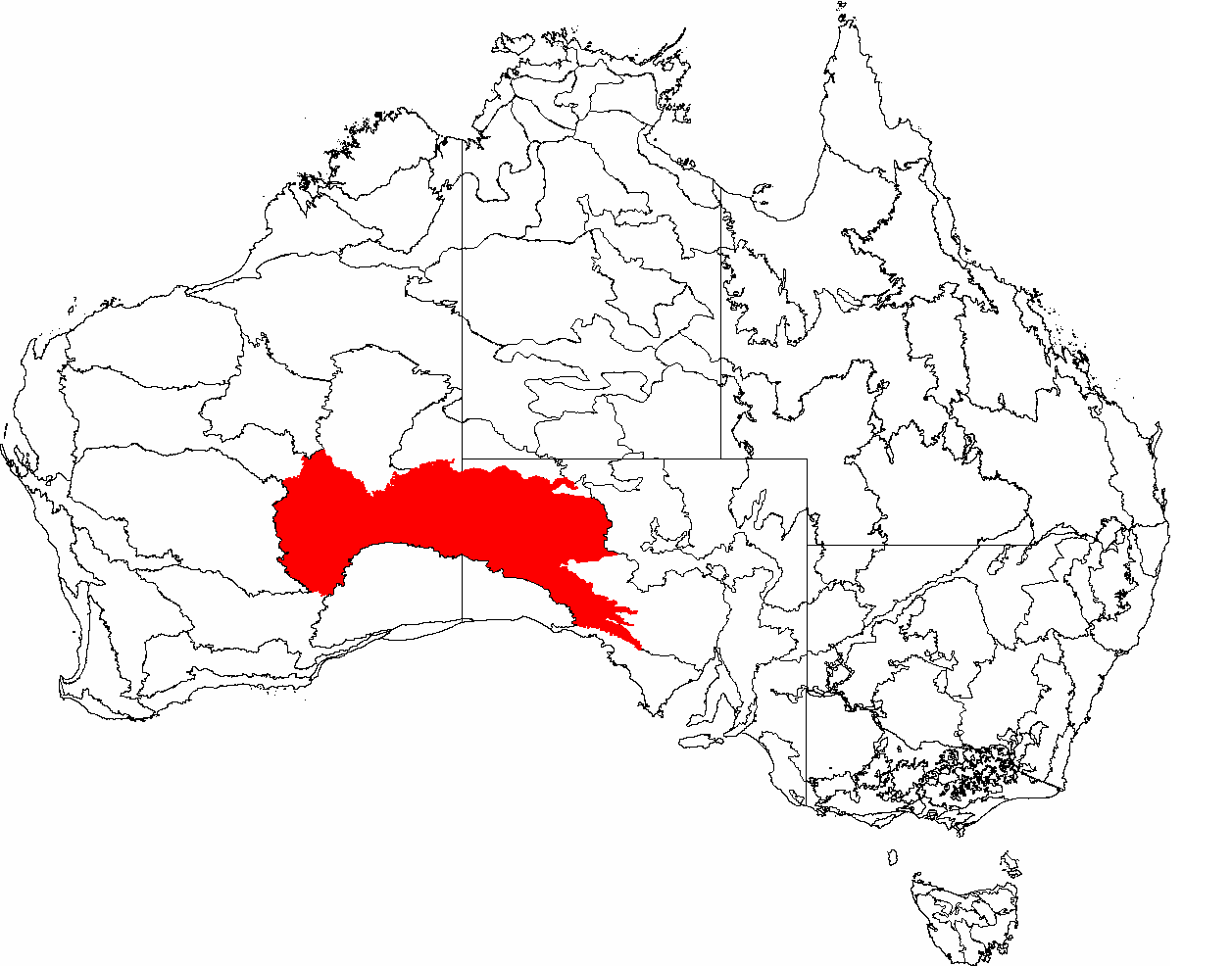
그레이트빅토리아 사막

그레이트빅토리아 사막(Great Victoria Desert)은 오스트레일리아 서남부 사우스오스트레일리아주와 웨스턴오스트레일리아주에 걸쳐진 사막이다. 동서간의 폭 700km로, 면적은 424,400km2이다.
그레이트빅토리아 사막의 생성원인은 남회귀선에 위치한다는 것이고, 아열대 고기압이 형성되어 생성된다.